# Diocèse de Clermont
Le diocèse de Clermont est un ancien diocèse français dans la province ecclésiastique de Bourges supprimé en 1790. Il est remplacé par l'archidiocèse de Clermont.